# Wladimir Wassiljewitsch Schewtschenko
Wladimir Wassiljewitsch Schewtschenko (russisch Владимир Васильевич Шевченко; * 1907; † 1996) war ein sowjetischer Testpilot und Flugzeugkonstrukteur. 
Seine bedeutendsten Leistungen lieferte er in den 1930er Jahren zusammen mit Wassili Nikitin. Die beiden konstruierten eine Art zusammenklappbaren Doppeldecker, die Nikitin-Schewtschenko IS-1, und deren Nachfolgetypen.
| Personendaten    | Personendaten                                   |
| ---------------- | ----------------------------------------------- |
| NAME             | Schewtschenko, Wladimir Wassiljewitsch          |
| ALTERNATIVNAMEN  | Шевченко, Владимир Васильевич (russisch)        |
| KURZBESCHREIBUNG | sowjetischer Flugzeugkonstrukteur und Testpilot |
| GEBURTSDATUM     | 1907                                            |
| STERBEDATUM      | 1996                                            |